# Sømna
Sømna è un comune norvegese della contea di Nordland.